# جلعاد للعلوم
جلعاد للعلوم (بالإنجليزية: Gilead Sciences)‏ هي شركة أمريكية للتقانة الحيوية تقوم بالبحوث لاكتشاف وتطوير وتسويق العقاقير. ركزت الشركة منذ تأسيسها على مضادات الفيروسات لعلاج المصابين بالأيدز والتهاب الكبد B والإنفلونزا. وفي سنة 2006 اشترت غيلياد شركتين تطوران أدوية لأمراض الرئة. يوجد عند الشركة 14 منتجاً متاحاً تجارياً. تأسست الشركة في فوستر سيتي في كاليفورنيا، ويقع مقرها في هذه المدينة، وتجري عملياتها في أمريكا الشمالية وأوروبا وأستراليا، وقد بلغ عدد العاملين فيها في نهاية سنة 2009 نحو 4000 عامل. تشير علامة الشركة إلى اسم جلعاد، وجلعاد منطقة مذكورة في التوراة تقع شرق نهر الأردن.